# کانتون مونتالبو
کانتون مونتالبو (به اسپانیایی: Cantón Montalvo) یک منطقهٔ مسکونی در اکوادور است که در استان لوس ریوس واقع شده‌است.